# Cadillac LaSalle II
Der Cadillac LaSalle II war ein Konzeptfahrzeug, das die Cadillac-Division von General Motors bei der GM-Motorama 1955 vorstellte. Der Name erinnert an die von 1927 bis 1940 von Cadillac produzierte Automarke LaSalle.
Es gab einen Roadster und eine viertürige Hardtop-Limousine, die als Nachfolger der Konzeptfahrzeuge La Espada und Park Avenue gelten können. Die Form, insbesondere des Roadsters, war von dem neuen Chevrolet Corvette inspiriert. An der Front hatten beide Wagen unter der Gürtellinie einen Kühlergrill aus breiten, vertikalen Chromstäben und an den Fahrzeugseiten eine breite, farblich abgesetzte Einprägung, die sich vom vorderen Radausschnitt spitz zulaufend bis in die vorderen Türen erstreckte. Ebenso hatten beide Fahrzeuge Panoramascheiben, die sich zwischen dünnen, nach hinten gebogenen A-Säulen erstreckte. Die hinteren Türen der Hardtop-Limousine waren hinten angeschlagen. Die weit ins Dach eingreifende Windschutzscheibe sah man wieder beim Serienmodell Eldorado Brougham von 1959.
Der V6-Motor hatte einen Motorblock aus Aluminium, obenliegende Nockenwellen und mechanische Saugrohreinspritzung. Alle Räder waren einzeln aufgehängt und die Bremstrommeln in die Aluminiumräder mit eingegossen.